# 小魯德卡
49°43′59″N 34°26′38″E / 49.73306°N 34.44389°E
小魯德卡（烏克蘭語：Мала Рудка）是位於烏克蘭中部波爾塔瓦州裏波爾塔瓦區的村莊，處於拉尼附近，面積0.873平方公里，海拔高度155米，2001年人口87。